# Акараже
Акараже, понякога акара е ястие, приготвено от обелен черноок боб, направен на топка и след това изпържен в палмово масло.
То е характерно за нигерийската и бразилска кухни. Ястието традиционно се среща в североизточния щат на Бразилия Баия, особено в град Салвадор, често продавана на улицата, която се намира в повечето части на Нигерия, Гана и Република Бенин.
Сервира се разделена наполовина и пълнена с ватапа и каруру, пикантна паста от скариди, кашу, палмово масло и други съставки. Най-често се сервира със салата от зелени и червени домати, пържени скариди и домашен лютив сос. .Вегетарианската версия обикновено се сервира с люти чушки и зелени домати. В Нигерия тя обикновено се яде за закуска с каша от просо или царевица.
Днес в Бахия, Бразилия, повечето улични търговци, които сервират акараже са жени, лесно разпознаваеми по белите памучни рокли, забрадки и шапки. Акараже може да се намери и на пазарите в Рио де Жанейро.

## В популярната култура
Акараже беше представен в телевизионния сериал на Нетфликс, Стрийт фууд, втори сезон, който се фокусира върху уличните храни в Латинска Америка. 